# Dothiora elliptica
Dothiora elliptica är en svampart som beskrevs av Fuckel 1874. Dothiora elliptica ingår i släktet Dothiora och familjen Dothioraceae.   Inga underarter finns listade i Catalogue of Life.